# Mary Montgomerie Bennett
Mary Montgomerie Bennett, geborene Christison (* 8. Juli 1881 in Pimlico, London; † 6. Oktober 1961 in Kalgoorlie, Western Australia), war eine australische Lehrerin und Aktivistin. Sie ist bekannt als historische Verfechterin der Rechte der australischen Ureinwohner, insbesondere in Western Australia, zu einer Zeit, als dies im öffentlichen Leben Australiens nicht üblich war. Bennett war eine besonders scharfe Kritikerin ihres historischen Zeitgenossen und Eugenik-Anhängers A. O. Neville.

## Leben
Bennett war die Tochter des aus Schottland nach Australien ausgewanderten Viehzüchters Robert Christison und seiner zweiten Frau Mary, geborene Godsall. Da ihre Mutter das Leben auf der Christison gehörenden Viehzuchtstation Lammermoor in Nord-Queensland verabscheute, wurden Bennet und ihre beiden Geschwister hauptsächlich von Gouvernanten in australischen Städten und England erzogen. Bis 1910 hatte die Familie die Station verkauft und war dauerhaft nach England umgezogen. Bennett heiratete den Handelschiffskapitän Charles Douglas Bennett im Jahr 1914, bevor dieser seinen Kriegsdienst in der Royal Naval Reserve antrat. Als er sich 1921 von der Seefahrt zurückzog, ließen sie sich in London nieder, wo Bennett eine aktive Rolle in der British Empire League übernahm.
1927 veröffentlichte sie Christison of Lammermoor, eine Biografie ihres Vaters, die für die damalige Zeit vergleichsweise ungewöhnlich war, da sie die Gewalt der Siedler gegenüber den Aborigines thematisierte. Der Umgang des Vaters mit dem in der Region von Lammermoor ansässigen Aborigines-Stamm war ungewöhnlich gewesen und sicher prägend für Bennetts eigene Sicht auf das Thema.
Während ihrer Londoner Zeit veröffentlichte sie auch The Australian Aboriginal as a Human Being (1930). 1930, nach dem Tod ihres Mannes, zog Bennett nach Perth, um sich für den Rest ihres Lebens dem Wohl der Aborigines zu widmen.
Im Jahr 1932 ließ sich Bennett in der Mount Margaret Mission in der Nähe von Laverton nieder. Während sie als Lehrerin für Aborigines-Kinder arbeitete, engagierte sie sich in Aktivistengruppen, um sie zur Aufnahme des Themas zu bewegen, darunter die Women’s Service Guilds of Western Australia (WSG) und die Country Women's Association. Mit der Gründerin der WSG, Bessie Rischbieth, führte sie einen Briefwechsel zu dem Thema.
Ihre Arbeit führte zur Bildung der Moseley Royal Commission im Jahr 1934. Während ihrer Aussage vor der Kommission verurteilte Bennett die sexuelle Ausbeutung von Aborigines-Frauen sowie die Zwangsverschleppung ihrer Kinder durch die Behörden. Rieschbieth sagte in ähnlicher Weise aus.
Im Jahr 1960, ein Jahr vor ihrem Tod, schrieb Bennett im Kalgoorlie Miner, der lokalen Zeitung:

„Who made the Eastern Goldfields natives beggars? Surely it must have been we whites who robbed them of their land without giving them compensation, who robbed them of their children without giving them training for earning a living, and who have frustrated their every incentive to live.“

„Wer hat die Ureinwohner der Eastern Goldfields zu Bettlern gemacht? Sicherlich waren es wir Weißen, die ihnen ihr Land geraubt haben, ohne sie zu entschädigen, die ihnen ihre Kinder genommen haben, ohne ihnen eine Ausbildung zu geben, damit sie ihren Lebensunterhalt verdienen können, und die ihnen jeden Anreiz zum Leben genommen haben.“

Bennett starb 1961 in Kalgoorlie und wurde auf dem dortigen Friedhof beigesetzt. Nach ihrem Tod wurde Bennetts persönliches Archiv, „ein Dossier über staatliches Fehlverhalten und Vernachlässigung in erheblichem Umfang“, gestohlen und bis heute nicht wiedergefunden. Anderer Nachlass, insbesondere das Material zur Biografie ihres Vaters, sind in der Fryer Library der University of Queensland verwahrt.
hr Lebenswerk wurde gewürdigt, als sie 2001 in die Victorian Honour Roll of Women des australischen Bundesstaats Victoria aufgenommen wurde.

## Werke
- Christison of Lammermoor. Alston Rivers, London 1927.
- The Australian Aboriginal as a human being. Alston Rivers, London 1930.
- Teaching the Aborigines: data from Mount Margaret Mission, W.A. ohne Verlag, ohne Ort 1935.
- Human rights for Australian Aborigines: how can they learn without a teacher. ohne Verlag, ohne Ort 1950.